# Państwowy Zespół Ludowy Pieśni i Tańca „Mazowsze”
Państwowy Zespół Ludowy Pieśni i Tańca „Mazowsze” im. Tadeusza Sygietyńskiego (PZLPiT „Mazowsze”) – jeden z największych polskich zespołów artystycznych odwołujących się do tradycji polskiej muzyki i tańca ludowego.
Od 1948 siedziba zespołu mieści się w Karolinie (część wsi Otrębusy), przy ul. Świerkowej 2. W skład siedziby wchodzi pałac Karolin (Centrum Folkloru Polskiego „Karolin”), zabytkowy zespół pałacowo-parkowy, Gościniec „Mazowsze” (hotel i restauracja) oraz Europejskie Centrum Promocji Kultury Regionalnej i Narodowej „Matecznik-Mazowsze” zwane Salą Widowiskową.

## Historia
Zespół „Mazowsze” powołał do życia dekret Ministerstwa Kultury i Sztuki 8 listopada 1948 polecający prof. Tadeuszowi Sygietyńskiemu zorganizowanie zespołu ludowego, którego zadaniem miała być troska o tradycyjny repertuar ludowy oparty na pieśniach, przyśpiewkach i tańcach wsi mazowieckiej i regionalnej tradycji artystycznej. Zespół miał uchronić folklor przed zatraceniem i ukazać jego zróżnicowanie, bogactwo i piękno. Początkowo program artystyczny składał  się z piosenek przeplatanych tańcami z terenów centralnej Polski – Opoczna, Łowicza, Kurpi, szybko jednak zaczął sięgać do tradycji innych regionów Polski.
Jednak idea zespołu powstała na długo przed tym. Tadeusz Sygietyński – kompozytor, pianista, symfonik i miłośnik folkloru oraz Mira Zimińska-Sygietyńska – jedna z najbardziej znanych przedwojennych warszawskich aktorek, przyrzekali sobie w ruinach bombardowanej Warszawy, że jeśli przeżyją wojnę, założą zespół. O ile dla aktorki filmowej i kabaretowej dziedzina wydawała się odległa, o tyle dla Tadeusza była realizacją dawnych marzeń.
Mira Zimińska-Sygietyńska porzuciła po wojnie karierę aktorki i zajęła się sprawami organizacyjnymi. Tadeusz Sygietyński komponował utwory w oparciu o oryginalne relikty ludowej pieśni oraz latami zdobywane doświadczenie (lektury rozpraw Oskara Kolberga, współpraca z radiem, teatrem, nić porozumienia z młodzieżą).
Wraz z zaprzyjaźnionym organistą z Klembowa, Henrykiem Wiśniewskim i jego żoną Teresą, przetrząsali wiejskie chaty. Zimińska w poszukiwaniu babcinych strojów, Sygietyński i Wiśniewscy w poszukiwaniu uzdolnionej młodzieży. Na siedzibę zespołu wybrano podwarszawską posiadłość z początku XX w., położoną nieopodal Pruszkowa, nazwaną na cześć żony pierwszego właściciela – Karolinem. Pałac Karolin, nim stał się siedzibą Mazowsza, był domem opieki oraz zakładem dla nerwowo i psychicznie chorych, więc przeniesienie wszystkich zamieszkałych tam ludzi było problematyczne.
Pod koniec 1948 r. do pałacu Karolin zaczęły zjeżdżać grupy młodzieży z okolicznych mazowieckich wiosek i miasteczek. Pierwsi członkowie zespołu mieli nie więcej niż 16 lat i byli członkami jednego z chórów Wiśniewskiego. Przywozili ze sobą do Karolina melodie, oryginalne stroje oraz swój talent. Na Sygietyńskich spoczął obowiązek nie tylko zadbania o wikt i opierunek, ale przede wszystkim zapewnienia podopiecznym wykształcenia. Sygietyńscy przeprowadzili się w tym czasie do małego domku przy pałacu, aby zawsze być w stałym kontakcie z podopiecznymi.
Po dwóch latach nauki, prób i ćwiczeń, 6 listopada 1950 r. na deskach Teatru Polskiego w Warszawie odbyła się premiera pierwszego programu „Mazowsza”. Ówczesny repertuar składał się z piosenek przeplatanych tańcami z regionów centralnej Polski: opoczyńskiego, kurpiowskiego i mazowieckiego. Wybór regionów podyktowany był także tym, że kostiumolożka zespołu, Wanda Modzelewska, pracująca w „Mazowszu” w latach 1950–1967, dysponowała strojami opoczyńskimi i kurpiowskimi z Puszczy Białej.
Po warszawskiej premierze, między kolejnymi koncertami, szlifem programu, planami na przyszłość, ważyły się najważniejsze dla zespołu decyzje. W 1951 „Mazowsze” wyruszyło na podbój świata, zaczynając od ZSRR. Uchwałą Rady Państwa z 15 stycznia 1953 r. „Za wysoce artystyczne opracowanie i wzbogacenie polskiej pieśni i tańca ludowego, upowszechnianie ich w kraju i za granicą, zwłaszcza w dniach od 3 do 12 stycznia 1953 r. w Moskwie” Państwowy Ludowy Zespół Pieśni i Tańca „Mazowsze” został odznaczony Orderem Sztandaru Pracy II klasy. Po trzech latach władze zezwoliły na wyjazd zespołu także za „żelazną kurtynę”. „Mazowsze” odwiedziło Francję, Paryż, 1 października 1954 r., a 6 lat później USA.
Rok 1955 okrył żałobą „Mazowsze” i zachwiał plany na przyszłość zespołu. Zmarł Tadeusz Sygietyński. Rozważano wtedy rozwiązanie Zespołu. „Gdyby nie Mira, nie byłoby Sygietyńskiego ani Mazowsza” – napisał Marian Hemar, poeta i przyjaciel zespołu. Mira Zimińska-Sygietyńska po śmierci profesora przejęła funkcję dyrektora zespołu. To ona uczyniła „Mazowsze” takim, jakie jest dziś. To dzięki niej na przestrzeni lat rozszerzono program do 39 regionów etnograficznych, opracowano niezbadane wcześniej pieśni religijne, patriotyczne i inne. To dzięki niej Mazowsze zdobyło światową sławę, dając blisko 6 tysięcy koncertów w Polsce i 51 innych państwach. Dorobkiem „Mazowsza” w tym czasie stała się również kolekcja pieczołowicie odtworzonych strojów z różnych regionów. Zimińska kierowała zespołem ponad 40 lat, poświęcając bez reszty swój talent, doświadczenie i życie.
W Mazowszu pierwszym choreografem była Jadwiga Hryniewiecka, zaproszona przez Sygietyńskiego. W 1986 roku Irena Jezierska (śpiewaczka i solistka operowa) rozpoczęła pracę z zespołem jako pedagog śpiewu solowego i emisji głosu oraz ekspert artystyczny w dziedzinie wokalistyki. Po śmierci Miry Zimińskiej-Sygietyńskiej w roku 1997 dyrektorem zespołu została Brygida Linartas, która zrezygnowała z tej funkcji w roku 2000.
W latach 50. XX w. w zespole występowały osobowości polskiej sceny, takie jak Irena Santor i Lidia Korsakówna, a także Bożena Mamontowicz-Łojek, zaś w latach 70. XX w. Danuta Kowalska – aktorka, Stanisław Jopek – solista, związany z zespołem przez kilkadziesiąt lat.
W roku 1963 Zespół Pieśni i Tańca „Mazowsze” wystąpił w filmie Żona dla Australijczyka w reżyserii Stanisława Barei. Rolę solistki „Mazowsza” zagrała Elżbieta Czyżewska, a rolę Australijczyka Wiesław Gołas. W 1999 roku zespół wystąpił w filmie Andrzeja Wajdy Pan Tadeusz w scenie poloneza z 12 księgi.

## „Mazowsze” dziś

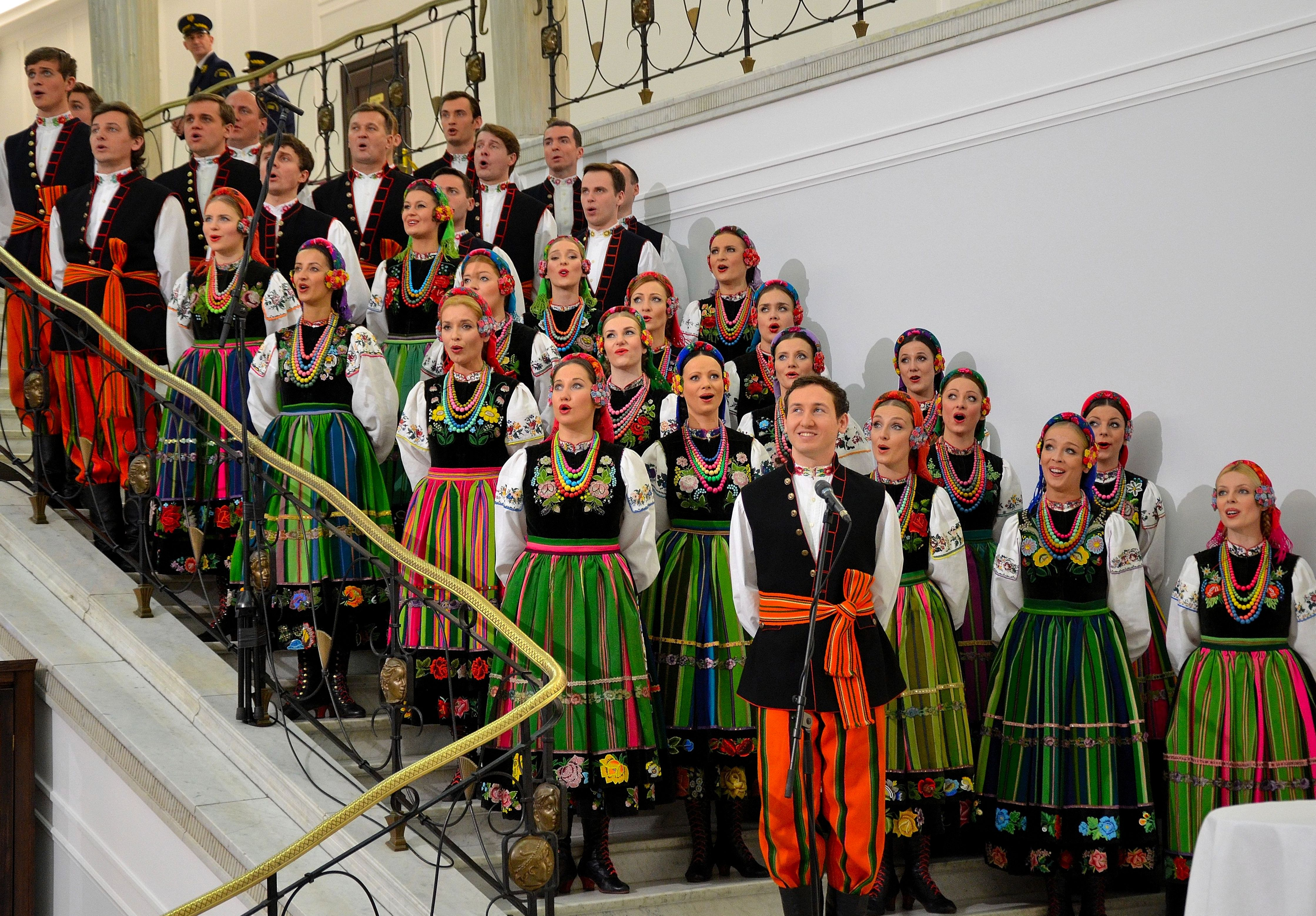
Koncert kolęd podczas spotkania opłatkowego w Sejmie Rzeczypospolitej Polskiej (2013)

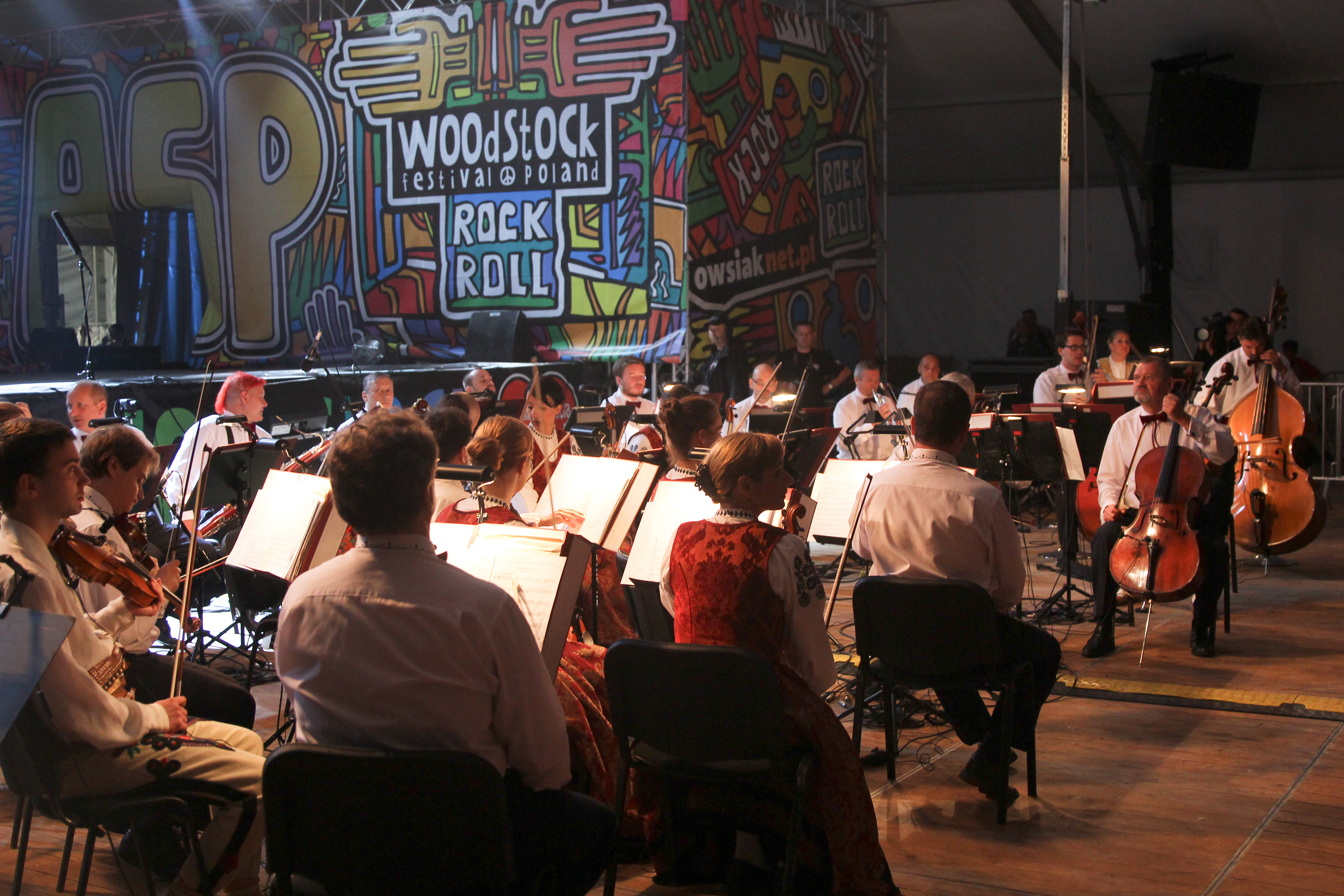
Orkiestra symfoniczna na Przystanku Woodstock (2013)

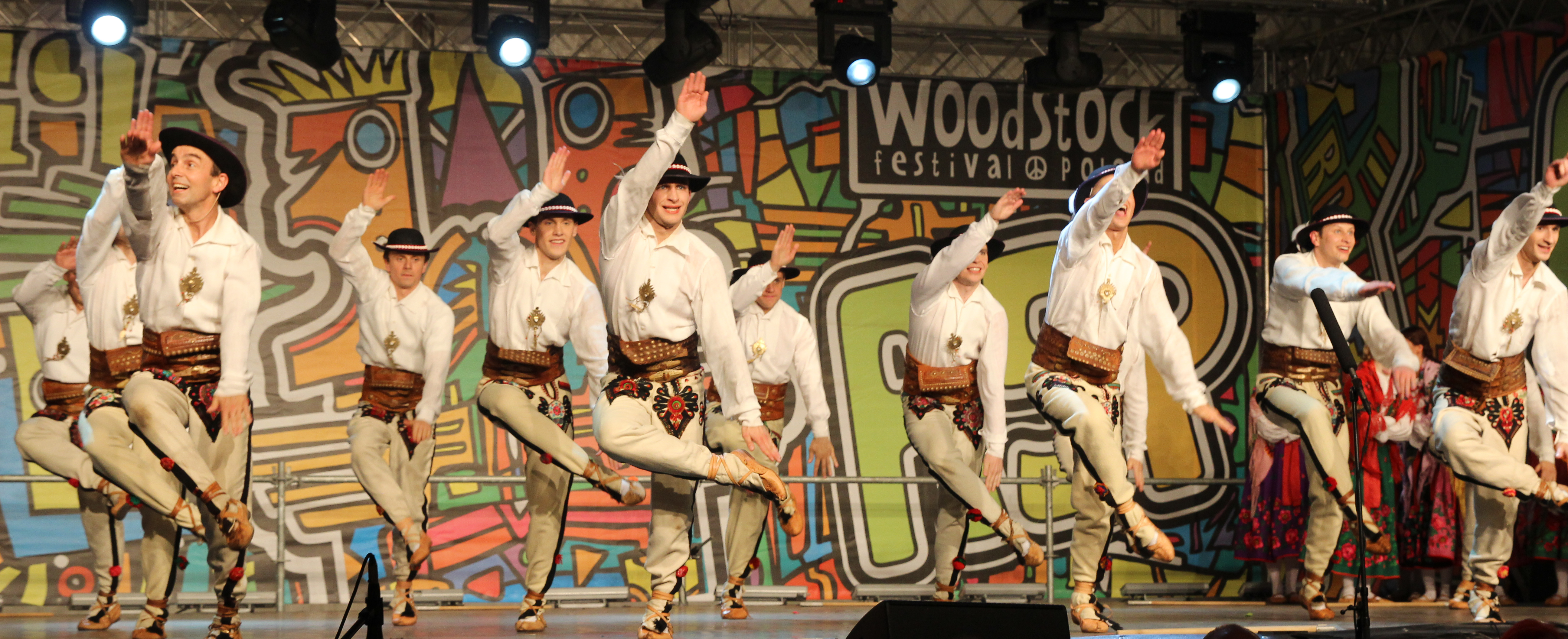
Występ podczas Przystanku Woodstock (2013)

W skład zespołu wchodzą balet, chór i orkiestra symfoniczna. Melodie pochodzą z 42 regionów etnograficznych Polski. Znanymi postaciami „Mazowsza” byli  Irena Santor, choreograf Witold Zapała, oraz tenor Stanisław Jopek – zmarły 1 sierpnia 2006 r. (ojciec Anny Marii Jopek). 6 listopada roku 2000 odbył się z okazji 50-lecia występów jubileuszowy występ „Mazowsza”. Dyrektorem zespołu wtedy był Włodzimierz Jakubas. Do 2012 roku dyrektorem zespołu był Jacek Kalinowski. Od 2012 do 2015 roku p.o. dyrektora był Włodzimierz Izban.
„Mazowsze” to ok. 170 artystów (tancerzy, chórzystów, muzyków). Koncerty zespołu (ok. 12 tys.) miały miejsce w ok. 300 miejscach Polski; odbyło się także ok. 250 tournée zagranicznych. Od 2015 roku, dyrektorem zespołu jest Jacek Boniecki.
W Otrębusach w gminie Brwinów na terenie Pałacowo-Parkowego Zespołu Zabytkowego „Karolin” wybudowano Europejskie Centrum Promocji Kultury Regionalnej i Narodowej „Matecznik-Mazowsze”, które ma kształcić animatorów kultury z całego świata. Obiekt pomieścił salę widowiskową na 580 osób, garderoby, pracownie krawieckie i muzeum (52°07′10,13″N 20°45′19,12″E/52,119480 20,755310).
Dzięki środkom przekazanym przez Samorząd Województwa Mazowieckiego oraz znaczącemu wsparciu z Europejskiego Funduszu Rozwoju Regionalnego, powstało Europejskie Centrum Matecznik Mazowsze (ECMM), a oficjalne otwarcie sali widowiskowo-edukacyjnej Matecznik odbyło się 17 października 2009 r. Z powodu niespełnienia wymogu opublikowania zamówienia na część robót budowlanych w biuletynie zamówień publicznych UE, samorząd województwa mazowieckiego musiał zwrócić 11 mln zł dotacji z UE.
5 lutego 2018 roku „Mazowsze” zostało uhonorowane Złotym Medalem „Zasłużony Kulturze Gloria Artis” w dziedzinie upowszechniania kultury.
W 2019 w uznaniu za sławienie polskiej kultury ludowej w kraju i na świece, oraz za rolę utrzymywania związku Polonii z krajem, Zespół otrzymał – za rok 2018 – Nagrodę im. ks. bp. Romana Andrzejewskiego.

## Dyskografia
„Mazowsze” wydało płyty gramofonowe (Mazowsze the Polish Song and Dance Ensemble), kasety kompaktowe i płyty kompaktowe oraz płyty DVD.